# قائمة بشخصيات يوميات مصاص الدماء

طاقم الموسم السادس من يوميات مصاص الدماء كما في الصورة من اليسار الى اليمين : كات جراهام ، إيان سومرهالدر ، زاك روريج ، كانديس أكولا ، مايكل تريفينو ، ستيفن ر. ماكوين ، مات ديفيس ، نينا دوبريف ، مايكل مالاركي ، وبول ويسلي

يوميات مصاص الدماء هو مسلسل أمريكي تصنيف خيال ودراما تم بثه لأول مرة على قناة The CW التلفزيونية من عام 2009 إلى عام 2017، المسلسل 8 مواسم تم بثها في 171 حلقة. قام كيفن ويليامسون وجولي بليك باستيحاء أحداث المسلسل من سلسلة روايات الكاتبة ليزا جين سميث التي تحمل نفس الإسم -يوميات مصاص الدماء-. بعض من الشخصيات ظهرت في سلسلات الفرعية، الأصليون و الإرث .